# بیل پوینتون
بیل پوینتون (انگلیسی: Bill Poynton؛ زادهٔ ۳۰ ژوئن ۱۹۴۴) بازیکن فوتبال است.
از باشگاه‌هایی که در آن بازی کرده‌است می‌توان به باشگاه فوتبال برنلی اشاره کرد.